# Bart Brentjens
Bart Jan-Baptist Marie Brentjens (Haelen, 10 oktober 1968) is een Nederlands mountainbiker. Hij is tienvoudig Nederlands kampioen mountainbike en werd dat onafgebroken van 2000 tot en met 2007.

## Carrière
Bij de eerste Olympische Spelen waar het onderdeel mountainbiken op het programma stond, Atlanta 1996, won Brentjens de gouden medaille. Voor deze Spelen werd hij getraind en bijgestaan door zijn toenmalige zwager Gert-Jan Theunisse. In 2000 deed Brentjens ook weer mee, maar won hij geen medaille. Bij de Olympische Zomerspelen 2004 daarentegen won hij de  bronzen medaille. Bij de Olympische Zomerspelen 2008 werd hij slechts 37e.
Brentjens heeft in 2008 zijn loopbaan officieel beëindigd en is gestart als teammanager van zijn eigen team. Hij start echter nog regelmatig in wedstrijden.
Sinds november 2016 is Bart Brentjens Product Manager bij American Eagle mountainbikes. Brentjens is daarnaast samen met Rob Warner co-commentator voor Red Bull TV's uitzendingen van de UCI Mountain Bike World Cup (XCO). 

## Trivia
- In 2005 werd voor het eerst de "Bart Brentjens Challenge" gehouden. Dit is een mountainbike-marathon door Zuid-Limburg.
- Openbaarvervoerbedrijf Veolia vernoemde een van zijn Velios-treinen naar hem.[4]
- Bart Brentjens heeft sinds 2003 alle Nederlandse mountainbikewedstrijden waar hij aan de start verscheen ten minste één keer gewonnen, met uitzondering van de Stappenbelt Rabobank MTB Trophy.
- Brentjens is van oorsprong chrysantenkweker.
- Bart Brentjens is een volle neef van Frans Maassen.[5] Zij trainden in de winter vaak samen.[6]
- Hij won in 2013 de 1e editie van het NK Tegenwindfietsen.

## Palmares

### Marathon
1995
5e etappe L'Hexagonal
Eindklassement L'Hexagonal
1996
1e en 4e etappe L'Hexagonal
Eindklassement L'Hexagonal
2002
1e, 2e, 5e en 6e etappe L'Hexagonal
Eindklassement L'Hexagonal
2005
Eindklassement Cape Epic
Garda Trentino
 Nederlands kampioen, Mountainbike marathon
Strandrace Scheveningen
2007
4e en 6e etappe Cape Epic
Strandrace Oostende
2008
4e etappe Cape Epic
Strandrace Oostende
2009
6e etappe Cape Epic
 Nederlands kampioen, Mountainbike marathon
Strandrace Rockanje
2010
1e etappe Cape Epic
Kitzalpbike
Hoek van Holland-Den Helder

### Cross-country
| Seizoen | Wereldbeker           | OS  | WK  | EK  | NK     | Overige           | Totaal aantal zeges |  |
| ------- | --------------------- | --- | --- | --- | ------ | ----------------- | ------------------- |  |
| 1992    |                       | NVT |     |     | Brons  |                   | 0                   |  |
| 1993    |                       | NVT |     |     |        |                   | 0                   |  |
| 1994    | Cairns eindklassement | NVT | ↑   |     | Zilver |                   | 0                   |  |
| 1995    |                       | NVT | ↑   |     | Goud   |                   | 2                   |  |
| 1996    | Les Gets              | ↑   | 5e  |     | Goud   | Groesbeek         | 4                   |  |
| 1997    |                       | NVT | 11e |     | Zilver | Groesbeek         | 1                   |  |
| 1998    |                       | NVT | 17e |     |        | Gieten            | 1                   |  |
| 1999    |                       | NVT | 11e |     | Zilver |                   | 2                   |  |
| 2000    |                       | 12e | ↑   | ↑   | Goud   | Gieten            | 2                   |  |
| 2001    |                       | NVT | 6e  | ↑   | Goud   | Monterey, Gieten  | 3                   |  |
| 2002    | Madrid                | NVT | 42e | 10e | Goud   | Gieten            | 3                   |  |
| 2003    |                       | NVT | 9e  | 4e  | Goud   | Groesbeek, Gieten | 3                   |  |
| 2004    |                       | ↑   | 29e | 6e  | Goud   | Gieten            | 2                   |  |
| 2005    |                       | NVT | 22e | 17e | Goud   |                   | 1                   |  |
| 2006    | Curaçao               | NVT | 7e  |     | Goud   | Gieten            | 3                   |  |
| 2007    |                       | NVT | 36e | 18e | Goud   |                   | 1                   |  |
| 2008    |                       | 37e | 36e | 26e |        | Zoetermeer        | 1                   |  |
| 2009    |                       |     |     |     | 4e     |                   | 0                   |  |
|         |                       |     |     |     |        |                   |                     |  |
| Totaal  | 4 (1x eindklassement) | 1   | 1   | 1   | 10     | 12                | 29                  |  |

### Resultaten in voornaamste wegwedstrijden
| Jaar | Gent-Wevelgem |
| ---- | ------------- |
| 1998 | 117e          |

1996: Bart Brentjens ·
2000: Miguel Martinez ·
2004: Julien Absalon ·
2008: Julien Absalon ·
2012: Jaroslav Kulhavý ·
2016: Nino Schurter ·
2020: Tom Pidcock ·
2024: Tom Pidcock